# 799

## Decese
- Eric de Friuli, duce de Friuli din 789 (n.c. 720)

- Paul Diaconul, călugăr din Ordinul benedictin și cronicar, cunoscut pentru cronicile referitoare la longobarzi (n. 720)

- Ștefan al II-lea, duce de Neapole (n. ?)